# Danh sách thành viên Tổ chức Thủy văn quốc tế
Trang này liệt kê danh sách thành viên Tổ chức Thủy văn quốc tế. Tính đến  năm Tháng 5 năm 2022, Tổ chức Thủy văn Quốc tế (IHO) có 98 thành viên, trong đó hai thành viên bị đình chỉ tư cách vì liên tiếp không đóng góp tài chính theo quy định. Tổ chức đại diện cho IHO ở mỗi nước là các văn phòng hay ủy ban thủy đạc tương ứng do nước đó lập ra, có cơ cấu tổ chức tùy từng quốc gia thành viên: hoặc độc lập hoặc là cơ quan dưới quyền một cơ quan khác như giao thông, hàng hải, môi trường, quốc phòng,... Ví dụ ở Na Uy và New Zealand thì văn phòng thủy đạc là cơ quan dưới quyền cơ quan dữ liệu địa lý quốc gia, còn như ở Anh, Pháp hay Việt Nam thì các ủy ban thủy đạc lại thuộc bộ quốc phòng, trong khi tại Phần Lan thì văn phòng thủy đạc thuộc bộ giao thông. Danh sách tổ chức đại diện cho từng quốc gia trong Tổ chức Thủy văn quốc tế được ấn hành hằng năm trong ấn phẩm IHO Yearbook - có tại website www.iho.int

## Danh sách

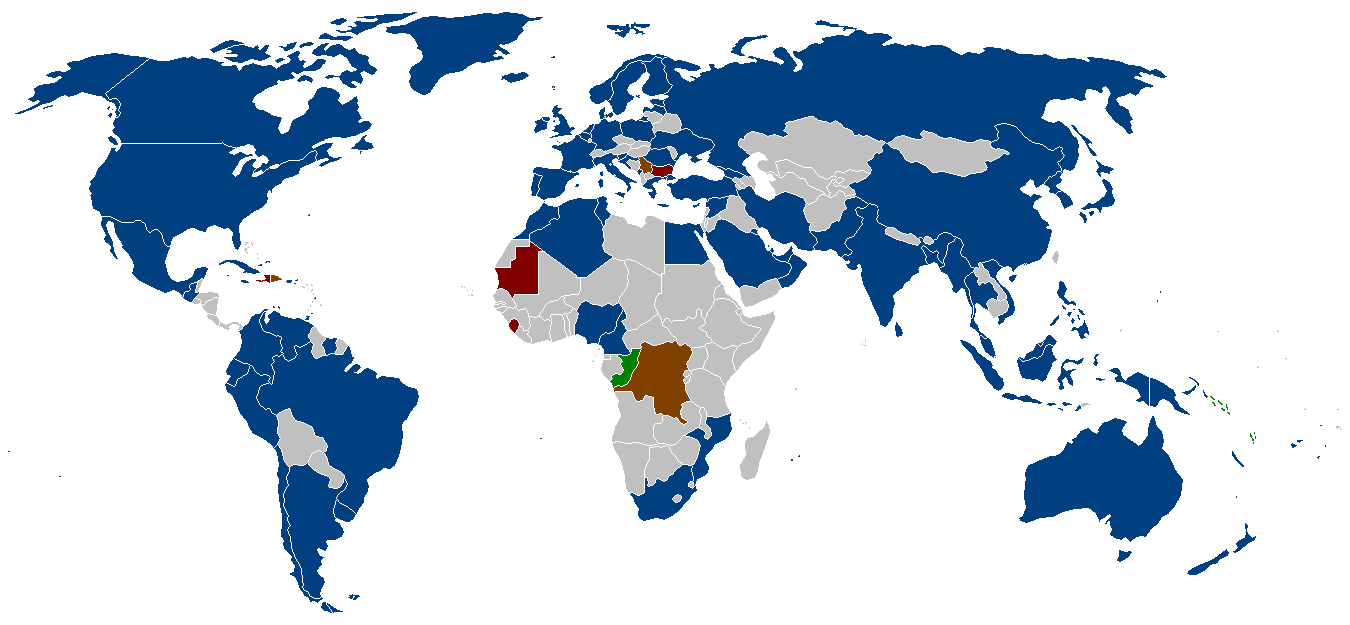
Thành viên IHO (màu xanh dương)

| Quốc gia thành viên                  | Tên cơ quan đại diện cho quốc gia thành viên                                                         |
| ------------------------------------ | --- |
| Albania                              | Dịch vụ Thủy đạc Albania                                                                             |
| Algeria                              | Văn phòng Thủy đạc của Hải quân Quốc gia Algeria                                                     |
| Angola                               | Viện báo hiệu Thủy đạc và hàng hải Angola (IHSMA)                                                    |
| Argentina                            | Cơ quan Thủy đạc Hải quân Argentina                                                                  |
| Australia                            | Dịch vụ Thủy đạc Úc                                                                                  |
| Bahrain                              | Tổng cục khảo sát Thủy đạc Bahrain                                                                   |
| Bangladesh                           | Tổng cục Thủy đạc Bangladesh                                                                         |
| Belgium                              | Thủy đạc Flemish                                                                                     |
| Brazil                               | Tổng cục Thủy đạc và Điều hướng Brazil                                                               |
| Brunei                               | Tổng cục Thủy đạc và Hàng hải Brunei                                                                 |
| Bulgaria                             | Cục Thủy đạc Bộ Quốc phòng                                                                           |
| Cameroon                             | Cảng tự trị Douala                                                                                   |
| Canada                               | Dịch vụ Thủy đạc Canada                                                                              |
| Chile                                | Dịch vụ Thủy đạc và Hải dương học của Hải quân Chile                                                 |
| China                                | Cục an toàn hàng hải Trung Quốc                                                                      |
| Colombia                             | Bộ Quốc phòng Colombia, Hải quân Colombia, Tổng cục Hàng hải                                         |
| Croatia                              | Viện Thủy đạc Cộng hòa Croatia                                                                       |
| Cuba                                 | Văn phòng Thủy đạc và Đo đạc Quốc gia Cuba                                                           |
| Cyprus                               | Ủy ban Thủy đạc Quốc gia Síp, Bộ Đất đai và Khảo sát                                                 |
| Cộng hòa Dân chủ Nhân dân Triều Tiên | Cục Thủy đạc CHDCND Triều Tiên                                                                       |
| Democratic Republic of Congo         | Bộ Giao thông Vận tải, Cục Cảng và Nghiên cứu                                                        |
| Denmark                              | Cơ quan dữ liệu địa lý Đan Mạch                                                                      |
| Dominican Republic                   | Dịch vụ Thủy đạc của Hải quân Dominica                                                               |
| Ecuador                              | Viện Hải dương học của Hải quân Ecuador                                                              |
| Egypt                                | Cục Thủy đạc Hải quân Ai Cập                                                                         |
| Estonia                              | Cục Hàng hải Estonia (Bộ phận Hỗ trợ Hàng hải và Thủy đạc)                                           |
| Fiji                                 | Văn phòng Thủy đạc Lực lượng Quân đội Cộng hòa Fiji                                                  |
| Finland                              | Cơ quan Giao thông vận tải Phần Lan Văn phòng thủy đạc                                               |
| France                               | Dịch vụ Thủy đạc và Hải dương học Hải quân                                                           |
| Georgia                              | Dịch vụ Thủy đạc bang Georgia                                                                        |
| Germany                              | Cơ quan Hàng hải và Thủy đạc Liên bang (Đức)                                                         |
| Ghana                                | Cục Hàng hải, Bộ GTVT                                                                                |
| Greece                               | Dịch vụ Thủy đạc Hải quân Hy Lạp                                                                     |
| Guatemala                            | Bộ Quốc phòng Guatemala, Tổng cục Hàng hải                                                           |
| Guyana                               | Cục Quản lý Hàng hải                                                                                 |
| Iceland                              | Cục Thủy đạc Cảnh sát biển Iceland                                                                   |
| India                                | Cục Thủy đạc Hải quân Ấn Độ                                                                          |
| Indonesia                            | Dịch vụ Hải dương học Indonesia                                                                      |
| Iran                                 | Cảng Iran và Tổ chức Hàng hải                                                                        |
| Iraq                                 | Bộ Giao thông Vận tải - Tổng Công ty Cảng Iraq, Basrah                                               |
| Ireland                              | Cơ quan Khảo sát Hàng hải Ireland                                                                    |
| Italy                                | Viện Thủy đạc Ý                                                                                      |
| Jamaica                              | Bộ phận Khảo sát và Lập bản đồ Jamaica                                                               |
| Japan                                | Cục Thủy đạc và Hải dương học Nhật Bản                                                               |
| Kenya                                | Khảo sát Kenya                                                                                       |
| Kuwait                               | Bộ Truyền thông Kuwait                                                                               |
| Latvia                               | Cục Hàng hải Latvia, Dịch vụ Thủy đạc                                                                |
| Lebanon                              | Dịch vụ Hydrogaphic của Hải quân Lebanon                                                             |
| Malaysia                             | Trung tâm Thủy đạc Quốc gia Malaysia                                                                 |
| Malta                                | Giao thông vận tải Malta, Bộ Giao thông vận tải và cơ sở hạ tầng                                     |
| Mauritius                            | Bộ Nhà ở và Đất đai Mauriti                                                                          |
| Mexico                               | Tổng cục Hải dương học, Thủy đạc và Khí tượng của Hải quân Mexico                                    |
| Monaco                               | Tổng cục hải quân Monaco                                                                             |
| Montenegro                           | Viện Khí tượng Thủy đạc và Địa chấn Montenegro                                                       |
| Morocco                              | Cục Thủy đạc, Hải dương học và Bản đồ của Hải quân Hoàng gia Ma-rốc                                  |
| Mozambique                           | Viện Thủy đạc và Hàng hải Quốc gia Mozambique                                                        |
| Myanmar                              | Trung tâm Thủy đạc Hải quân Myanmar                                                                  |
| Netherlands                          | Dienst der Hydrografie                                                                               |
| New Zealand                          | Thông tin đất đai New Zealand                                                                        |
| Nigeria                              | Văn phòng Thủy đạc Hải quân Nigeria                                                                  |
| Norway                               | Cơ quan lập bản đồ Na Uy                                                                             |
| Oman                                 | Văn phòng Thủy đạc Quốc gia của Hải quân Hoàng gia Oman                                              |
| Pakistan                             | Cục Thủy đạc Hải quân Pakistan                                                                       |
| Papua New Guinea                     | Cơ quan an toàn hàng hải quốc gia của Papua New Guinea                                               |
| Peru                                 | Tổng cục Thủy đạc và Hàng hải Peru                                                                   |
| Philippines                          | Cơ quan thông tin tài nguyên và bản đồ quốc gia Philippines                                          |
| Poland                               | Văn phòng Thủy đạc của Hải quân Ba Lan                                                               |
| Portugal                             | Viện Thủy đạc Bồ Đào Nha                                                                             |
| Qatar                                | Bộ đô thị và quy hoạch đô thị Qatar                                                                  |
| Romania                              | Tổng cục Thủy đạc Hàng hải Rumani                                                                    |
| Russia                               | Dịch vụ Thủy đạc Nga                                                                                 |
| Samoa                                | Bộ Công trình, Giao thông và Cơ sở hạ tầng                                                           |
| Saudi Arabia                         | Tổng ủy ban khảo sát Ả Rập Saudi                                                                     |
| Seychelles                           | Cơ quan an toàn hàng hải Seychelles                                                                  |
| Singapore                            | Cục Thủy đạc, Cơ quan Hàng hải và Cảng Singapore                                                     |
| Slovenia                             | Bộ Cơ sở hạ tầng Slovenia                                                                            |
| Solomon Islands                      | Cục quản lý an toàn hàng hải quần đảo Solomon                                                        |
| South Africa                         | Văn phòng Thủy đạc Nam Phi                                                                           |
| South Korea                          | Cơ quan Thủy đạc và Hải dương học Hàn Quốc                                                           |
| Spain                                | Thủy đạc viện Hải quân Tây Bàn Nha                                                                   |
| Sri Lanka                            | Văn phòng Thủy đạc Quốc gia Sri Lanka, Cơ quan Nghiên cứu và Phát triển Tài nguyên Thủy sản Quốc gia |
| Suriname                             | Cơ quan hàng hải Suriname                                                                            |
| Sweden                               | Cục Hàng hải Thụy Điển                                                                               |
| Thailand                             | Cục Thủy đạc Hải quân Hoàng gia Thái Lan                                                             |
| Tonga                                | Bộ Cơ sở hạ tầng Tonga                                                                               |
| Trinidad and Tobago                  | Đơn vị Thủy đạc, Bộ Nông nghiệp & Tài nguyên biển, Cục Khảo sát và Đất đai                           |
| Tunisia                              | Trung tâm Thủy đạc và Hải dương học của Lực lượng Vũ trang Tunisia                                   |
| Turkey                               | Văn phòng Hàng hải, Thủy đạc và Hải dương học Thổ Nhĩ Kỳ                                             |
| Ukraine                              | Dịch vụ Thủy đạc Nhà nước của Ukraine                                                                |
| United Arab Emirates                 | Bộ Truyền thông, Cảng vụ Quốc gia của Các Tiểu vương quốc Ả Rập Thống nhất                           |
| United Kingdom                       | Văn phòng Thủy đạc Vương quốc Anh                                                                    |
| United States                        | Văn phòng Khảo sát Bờ biển; Dịch vụ Đại dương Quốc gia                                               |
| Uruguay                              | Dịch vụ Hải dương học, Thủy đạc và Khí tượng của Hải quân Quốc gia Uruguay                           |
| Vanuatu                              | Bộ Đất đai, Địa chất và Khoáng sản                                                                   |
| Venezuela                            | Tổng tư lệnh Hải quân Bolivar Venezuela, Tổng cục Thủy đạc và Hàng hải                               |
| Việt Nam                             | Ủy ban Thủy đạc thuộc Bộ Quốc phòng                                                                  |

### Bị đình chỉ tư cách thành viên
- Serbia – Tổng cục đường thủy nội địa Serbia – từ tháng 1 năm 2013
- Syria – Tổng cục cảng Syria - từ ngày 1 tháng 6 năm 2018